# Udhayanidhi Stalin
Udhayanidhi Stalin (język tamilski:உதயநிதி ஸ்டாலின்; ur. 27 listopada 1977 w Madrasie) – indyjski aktor i producent filmowy, zajmujący się również dystrybucją filmów.

## Działalność artystyczna
Jest właścicielem firmy Red Giant Movies, jednej z głównych kompanii producenckich w Tamilnadu. Jako producent zadebiutował filmem Kuruvi (2008), w którym wystąpił Vijay. Następnie wyprodukował obrazy Aadhavan (2009) z udziałem Suryi oraz Manmadhan Ambu (2010) z Kamalem Hassanem i Neerparavai (2012) z Vishnu Vishalem. W 2012 po raz pierwszy zagrał główną rolę, w wyreżyserowanym przez M. Rajesha filmie Oru Kal Oru Kannadi. Spotkał się on z życzliwym przyjęciem krytyków, został także pozytywnie przyjęty przez widzów, sam zaś Stalin dzięki niemu stał się rozpoznawalny jako aktor. Również w 2012 rozpoczął pracę w Tollywood, grając w Ok Ok.
W odróżnieniu od większości krewnych deklaruje brak zainteresowania działalnością polityczną. Odżegnuje się również od prób wiązania go z polityką, podkreślając, że jest nade wszystko filmowcem.

## Popularność
Poświęconych jest mu kilka stron w serwisie Facebook, a także strona w serwisie Twitter. Jego fankluby funkcjonują na terenie całego Tamilnadu.

## Nagrody, nominacje
Kuruvi oraz Aadhavan zostały nominowane do Vijay Award. 7 Aum Arivu uzyskał nominację do Nagrody Filmfare dla najlepszego filmu tamilskiego (2012). Kuruvi otrzymał nominację do Nagrody Filmfare w kategorii najlepsza wokalistka w playbacku (Kollywood, 2009). Manmadhan Ambu nominowano do Nagrody Filmfare (Kollywood) za najlepszą drugoplanową rolę żeńską i najlepszą drugoplanową rolę męską (2011). W 2013 Stalin otrzymał Edison Award za najlepszy debiut aktorski.

## Rodzina, życie prywatne
Syn tamilskiego polityka i aktora, M.K. Stalina oraz Durgi, wnuk filmowca i wielokrotnego premiera Tamil Nadu M. Karunanidhiego. Brat Senthamarai. Żonaty z Kiruthigą, wydawczynią magazynu Inbox 1305, ma 2 dzieci (syna Inbanidhiego i córkę Tanmayę, ur. 2011).

## Filmografia

### Jako producent[25][26]
- Kuruvi (2008)
- Aadhavan (2009)
- Manmadhan Ambu (2010)
- 7 Aum Arivu (2011)
- Oru Kal Oru Kannadi (2012)
- Neerparavai (2012)[27]

### Jako dystrybutor[28]
- The Dark Night Rises (2012)[29]
- Maveeran (2011)[30]
- Ko (2011)[31]
- Mynaa (2010)[32]
- Boss Engira Bhaskaran (2010)[33]
- Madrasapattinam (2010)[34]
- Vinnaithandi Varuvaaya (2010)[35]

### Jako aktor[36][8]
- Aadhavan (2009)
- Oru Kal Oru Kannadi (2012)
- Ok Ok (2012)